# Пјан дељи Онтани (Пистоја)
Пјан дељи Онтани је насеље у Италији у округу Пистоја, региону Тоскана.
Према процени из 2011. у насељу је живело 284 становника. Насеље се налази на надморској висини од 896 м.